# سانتا بريخيدا
بلدية سانتا بريخيدا (بالإسبانية: Santa Brígida) هي بلدية تقع في مقاطعة لاس بالماس التابعة لمنطقة جزر الكناري جنوب غرب إسبانيا.

## الديموغرافيا
بلغ عدد سكان بلدية سانتا بريخيدا 18.973 نسمة عام 2011 (وفقاً للمعهد الوطني للإحصاء الإسباني).
| 16.809 | 17.706 | 18.729 | 18.806 | 18.919 | 19.154 | 18.973 |

## أعلام
- كيرا ميرو